# 第二次シュレージエン戦争
第二次シュレージエン戦争（独: Zweiter Schlesischer Krieg）は、1744年から1745年にかけてシュレージエンの帰属を巡って行われたプロイセンとオーストリアの戦争。オーストリア継承戦争を構成する戦役の一つで、2度目のシュレージエン戦争である。

## 序章

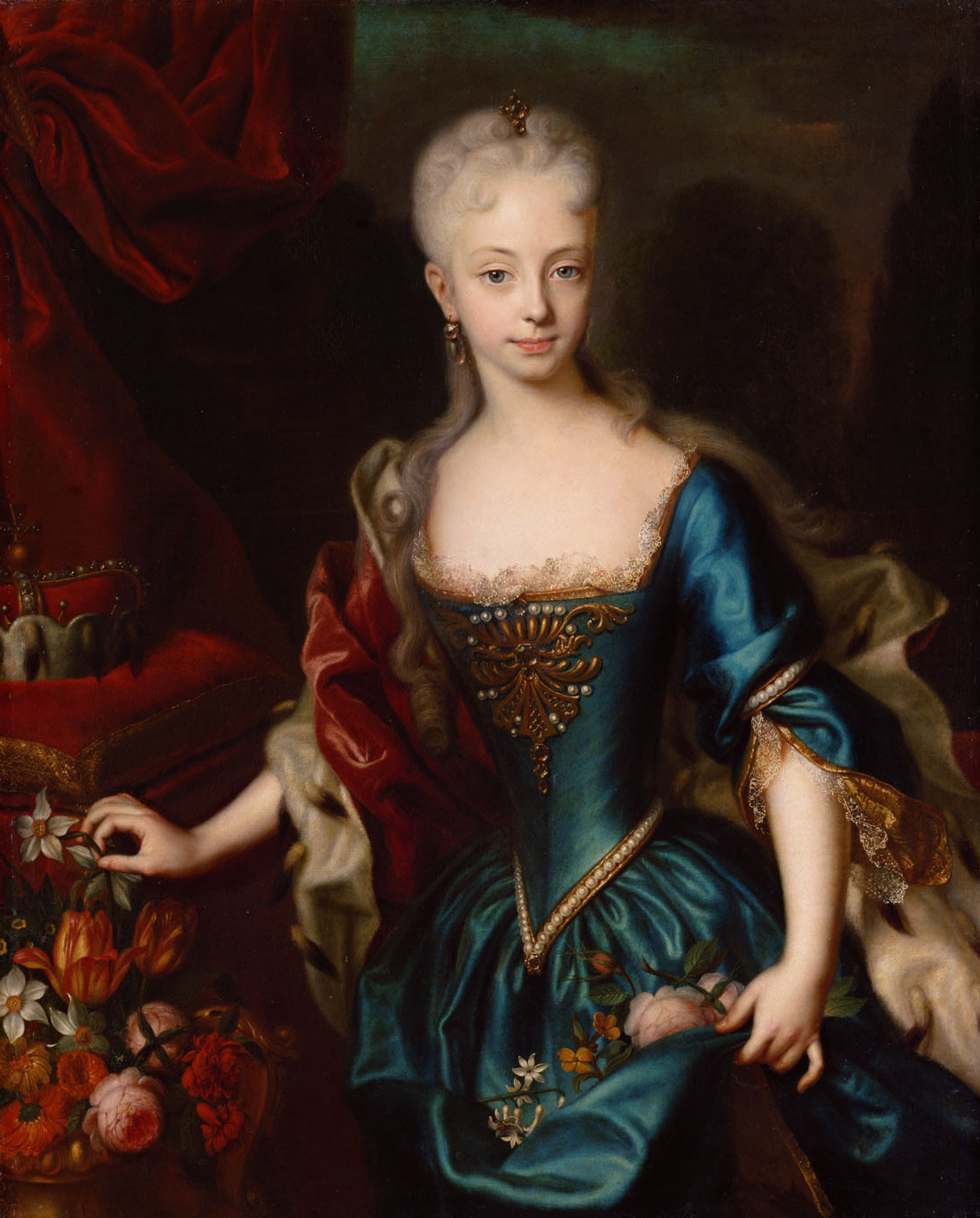
マリア・テレジア

1742年6月11日のブレスラウ条約によって第一次シュレージエン戦争を終わらせたオーストリアは、その戦力をフランス、バイエルン連合に集中できるようになった。オーストリアは条約締結後から攻勢に出て、夏から冬にかけての戦役でベーメンを奪回し、1743年春にはバイエルン本領を再び占領した。その後オーストリア軍は、大陸に上陸してきたイギリス軍と共にライン右岸で活発に活動し、フランス軍を後退させて戦況を大いに優位なものとし、ヴォルムス条約によってオランダ、サルデーニャ、加えてザクセンを味方に引き入れた。
このような状況はフリードリヒ大王に大きな危機感を持たせた。大王は自国の戦線離脱によって戦況が急にオーストリア優位に傾くとは予測しておらず、オーストリアを過小評価していた形となった。大王はマリア・テレジアがシュレージエンの強奪を深く恨みに思っていることを知っており、もしオーストリア優位のまま戦争が進めば、遠からずシュレージエンの奪回を求めてプロイセンに報復戦争を仕掛けてくるだろうことは容易に予想された。大王は芸術活動に取り組んだり、フランスからヴォルテールを招いて歓談するなどして平素の風を装いつつ、オーストリアの戦況を油断なく見張り続け、軍の増強に余念がなかった。特に第一次シュレージエン戦争で脆弱性を露呈した騎兵の改善には力が注がれ、加えて1743年秋には大規模な軍事演習を行った。
1743年の冬からプロイセンはフランスおよびバイエルンと交渉を始め、同盟の再構築に向けて動き出した。1744年5月22日にはプロイセン、バイエルンにプファルツ、ヘッセン＝カッセルを加えたドイツ4領邦によるフランクフルト同盟が結ばれ、ハプスブルクに押されている皇帝カール7世の勢力を回復させることを確認した。このときバイエルンとの間では、皇帝のためにベーメン王国を取り戻す代償として、プロイセンに北ベーメンを、具体的にはエルベ川北岸領域および対岸のケーニヒグレーツ、パルドビッツ、コリンを割譲することを取り決めていた。同様に6月5日にはフランスとの間にパリ条約が成立し、両国は再び協力してオーストリアと戦うことになった。
並行して大王は、背後を固めるために2つの縁組を成立させた。一つはスウェーデンと自家との間の縁組で、この頃ロシアとの戦争に敗れたスウェーデンでは後継が問題となっていたのが、ホルシュタイン＝ゴットルプ家のアドルフ・フレドリクが王位継承者に決まったことを受けて妹ルイーゼ・ウルリーケを嫁がせ、スウェーデンを縁戚とした。もう一つはロシアとの縁組で、女帝エリザヴェータが皇太子ピョートル（後のピョートル3世）の妃に、プロイセンに仕えるアンハルト＝ツェルプスト侯クリスティアン・アウグストの娘ゾフィー・アウグスタ・フレデリーケ（後のエカチェリーナ2世）を希望しているのを熱心に仲介して、彼女をサンクトペテルブルクに送り届けた。大王はこれによって女帝の歓心を買うとともに、ロシア帝室に自国の息のかかった人物を送り込むことでロシアの外交政策に影響を与えることを期待していた。
このようにプロイセンが準備万端整える中、ロートリンゲン公子カール（後の皇帝フランツ1世の弟）率いるオーストリア軍主力部隊はライン川を越えてエルザスに進出し、フランス領に侵入した。オーストリアの目的はシュレージエンに劣らぬ因縁の地であるロートリンゲン（ロレーヌ）をフランスから奪い返すことであったが、オーストリアがロートリンゲン目指してラインの彼方に深入りするであろうことを大王は予測していた。プロイセンが再び戦争に加わることに重臣一同は強く反対したが、大王はオーストリアにシュレージエンを諦めさせるには今一度参戦して徹底的に叩き、戦意と勢力を失わせるしかないと主張してこれを退けた。7月12日、プロイセンにオーストリア軍ライン渡河の知らせが届くと、大王はフランスに近日中の参戦のベーメン入りを通告し、取り決め通りフランス軍はオーストリア軍を追って東西からこれを挟撃することを求め、連絡武官としてシュメッタウを派遣した。大王はオーストリア軍の主力が不在の時を見計らって攻撃することによって1740年冬の戦略的奇襲を再現しようとしていた。

## 1744年の戦役

### プロイセンのベーメン侵攻

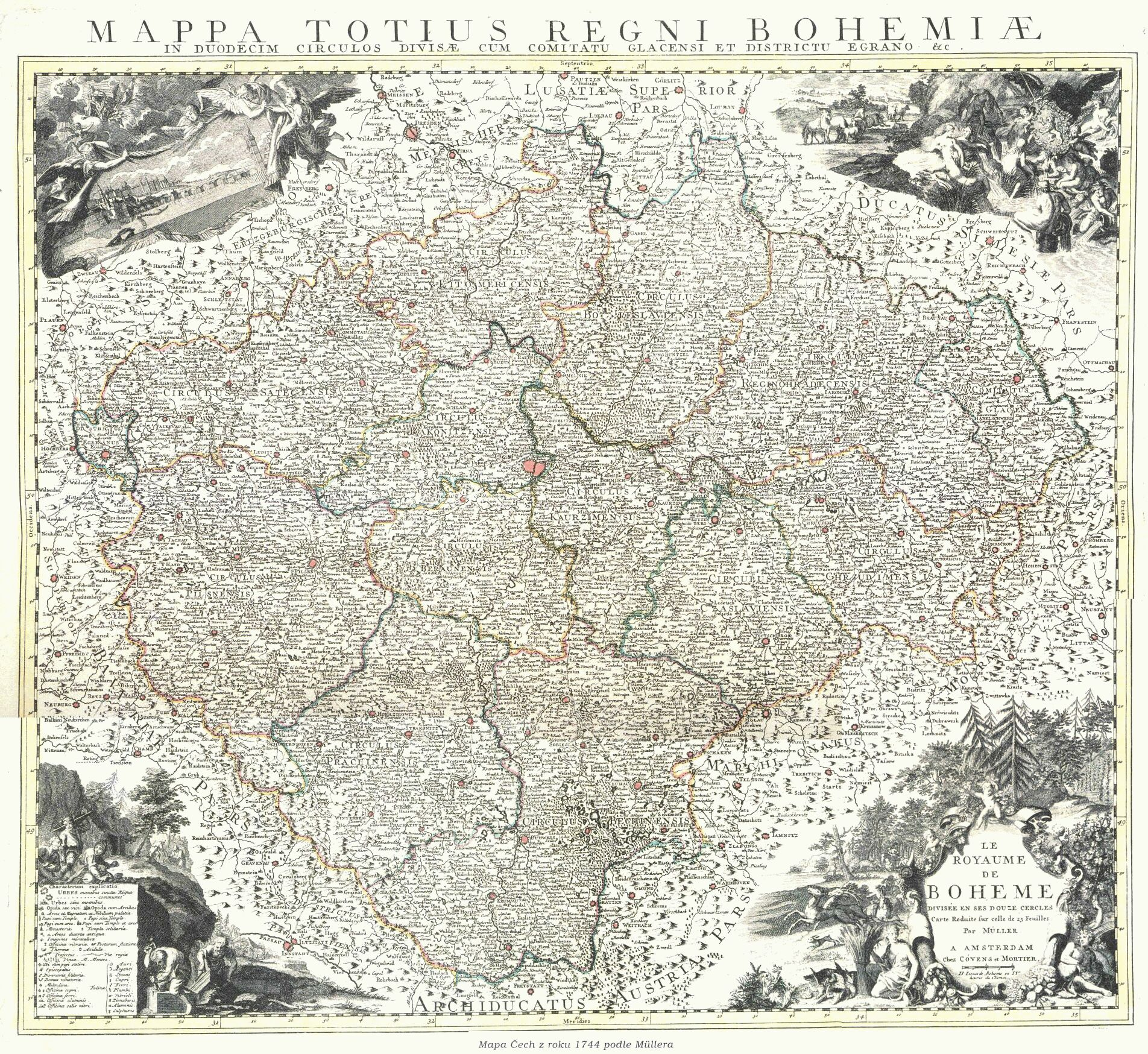
1744年のベーメン地図。中央がプラハ

戦争再開にあたって大王が描いていた計画は次のようなものであった。すなわち、プロイセン軍はベーメンを占領して冬営地とするとともに一気にドナウ川まで南進し、バイエルンと連絡をつけ、かつウィーンとカール公子軍の連絡を断つ。フランス軍と皇帝軍は急遽撤退するオーストリア軍を追撃して、迅速な撤退を妨げつつライン右岸に冬営地を得る。イギリス軍が応援に駆けつけるようなら、フランス軍の一部でハノーファーを攻撃し、これを阻止する。冬明け後、すみやかに両軍はベーメン西部かバイエルンにおいて進退窮まったオーストリア軍を挟撃殲滅してウィーンに降伏を迫り、戦争終結に持ち込む。
8月2日、動員されたプロイセン軍9万余は進軍を開始した。プロイセン軍は4つに分かれ、うち3つがベーメンに侵入した。大王軍4万はザクセンの真ん中を横断し、ピルナでエルベ左岸に渡り、以後エルベ川沿いに南下してロボジッツ経由でプラハを目指した。若デッサウ率いる1万5千はナイセ川沿いにザクセン東部を南下し、ラウジッツのツィッタウからベーメンに入ると一旦西南に向かってエルベ川に出、ライトメリッツから大王軍と並行してエルベ川右岸を下り、さらに東進してアルト・ブンツラウ、ブランダイスを占領して北からプラハに向かう。シュレージエンのグラッツから進発するシュヴェリーン軍1万5千はひたすら西進してケーニヒグレーツからエルベ沿いに東からプラハに接近した。上シュレージエンのマルヴィッツ軍2万は、メーレンのオルミュッツに進出して主力のベーメン攻略を援護した。またエルベ川の水運を利用して、各種物資およびプラハ攻略のために用いる重砲を数百の舟で輸送した。
迅速にベーメンに侵入するために大王はザクセン通過を選んだ。ポーランド王兼ザクセン選帝侯アウグスト3世は圧倒的に優勢なプロイセン軍の前に抵抗することができず、プロイセンの通行許可の要求を呑まざるを得なかったが、プロイセン軍の通過後ただちにザクセン軍をオーストリア軍との合流に向かわせた。
大王は戦争再参戦にあたって、オーストリアに不当に迫害されている皇帝を救援すると称し、帝国に秩序と平和をもたらすためにオーストリアを討つと宣言して、8月7日、ドーナ伯によってオーストリアに宣戦布告し、また国民に向けて同様の布告文を書いた。オーストリアは、エルザスのカール公子軍にただちの撤退を命ずるとともに、バイエルンに駐屯していたバッチャーニ軍2万をベーメンに急派してなんとか時間を稼ごうとした。マリア・テレジアは再びプレスブルクに赴いてハンガリー貴族にさらなるハンガリー軍の動員を要請した。
8月後半から9月初頭にかけてプロイセン軍は順次ベーメンに侵入しつつあり、8月28日にはライトメリッツを占領、若デッサウ軍と大王軍は会同を果たし、9月2日にはプロイセン軍はプラハ郊外に到着した。プラハは民兵がその過半を占める1万4千の兵によって守られていた。オーストリアはテシェンにおいて、エルベ川に杭を打ち込み舟を沈めて通行を不可能にしていたため、重砲の到着が遅れた。援護のためにバッチャーニは軍の一部を率いてベラウンに進出し、プラハへの接近を図ったが、プロイセンも9月5日、部隊を送ってこれを攻撃させ、バッチャーニはプラハ援護を断念してピルゼンに撤退した。
9月8日に遅れていた重砲が到着し、本格的なプラハ攻城戦が開始された。途中12日にはオーストリアの砲撃により王族の一人フリードリヒ・ヴィルヘルム・フォン・ブランデンブルク＝シュヴェート（1714年 - 1744年、フリードリヒ2世の義弟ブランデンブルク＝シュヴェート辺境伯フリードリヒ・ヴィルヘルムの同名の従弟）が戦死するアクシデントがあったものの、9月16日、プロイセン軍の猛砲撃に抵抗しかねてプラハは降伏した。プラハ市は改めて皇帝に忠誠を誓わせられ、軍税が課せられた。

### 大王の作戦とその齟齬

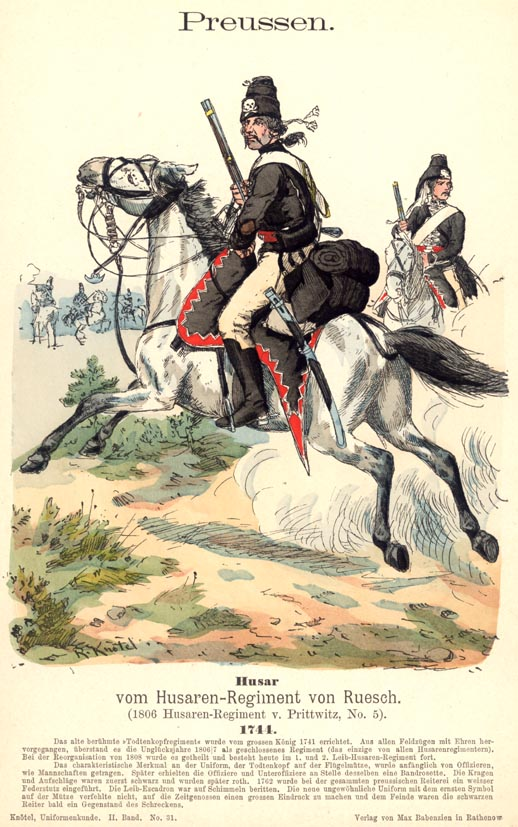
プロイセンフザール

ベーメンにおける戦争は大王の計画通りに進んでいたが、すでにこの時点で重大な誤算が生じつつあった。8月8日、出征していたルイ15世がメッツで急病に倒れ、一時危篤に陥って終油の秘跡を受けるほどであったため、フランス軍全体の指揮が混乱し、撤退を図るオーストリア軍へ有効な追撃も妨害も行うことができなかったのである。王はまもなく回復したが、戦争への興味を失い帰国してしまった。8月23日から24日にかけてオーストリア軍はライン川の逆渡河に成功し、ハイルブロンで態勢を整えたのちベーメンに急行しつつあった。
このような状況の中で、プラハ制圧後のプロイセン軍には、ピルゼンのバッチャーニ軍を駆逐してベーメン内のオーストリアの反撃拠点を無くし、ベーメン北半の占領を確かなものにして冬営の準備を整え、次の季節を待つという選択肢もあった。しかし大王はこの策を取らなかった。大王はフランス軍によるオーストリア軍足止めが失敗したことは知っていたが、フランス軍も遠からずこれを追って来ると期待していた。
ところが大王の期待に反して、フランス軍はその後も消極的な作戦に終始し、シュメッタウの執拗な要請にもかかわらず、せいぜいフライブルクへの攻撃のみを行ってオーストリア軍を追撃しなかった。もう一つの味方であるゼッケンドルフの皇帝軍も、戦力を賭してオーストリア軍への実効ある妨害を行うようなことはせず、むしろオーストリア軍が去るのを待ってからバイエルンを回復するのを喜ぶような状態であった。
大王はプラハ占領から時を置かず、ただちに南下を開始した。プラハ守備のためにアインジーデルと5千人を残し、残りの全軍でターボルを、そこからフラウエンベルク、さらにはブトヴァイスを目指した。前衛はナッサウが務め、大王とシュヴェリーン率いる本隊はプラハから東南のピシェリュでサザワ川を渡ってターボルに直進、若デッサウの部隊は本隊の側面を援護してモルダウ川沿いを行進し、ポサドフスキーが本隊に続いて後衛と補給部隊を率いた。補給部隊はモルダウ東岸の起伏の多い地形と貧弱な道路に悩まされることになった。
強力なナッサウの前衛部隊は9月23日にターボルを占領し、30日にはブトヴァイスを占領、翌10月1日には抵抗していたフラウエンベルクも陥落した。大王の本隊も27日にターボルに到着し、プロイセン軍の進軍は非常に順調なように思われたが、すでに破局の前兆が現れ始めていた。

### プロイセン軍の補給問題
プロイセン軍は千数百両の荷馬車と数千頭の馬および牛を用意して戦争に臨んだが、それでも必要な分の食糧を用意することはできず、当時の戦争ではいつもそうだったように現地調達に多くを頼っていた。ところがプラハから南下を始めて間もなく、現地における物資調達が著しく困難であることが明らかになった。
理由の第一は、この地域が1741年から1743年まで戦場となっていたことから、もともと調達できるような余剰の物資が少なかったことである。オーストリア継承戦争前半においてモルダウ川はフランス軍、バイエルン軍、オーストリア軍の攻防の焦点となり、彼らによって現地調達が繰り返された結果、麦や飼葉の貯蔵がもともと無かったのである。
理由の第二は、オーストリアのベーメンにおける統制強化である。継承戦争初期にベーメン貴族たちがオーストリアを見限ってカール・アルブレヒト支持に走ったことを忘れなかったマリア・テレジアは、1743年にベーメンを奪還した後、占領軍に協力した現地貴族を裁く裁判を行い、ベーメン貴族に対する統制を大幅に強化した。この結果、1744年にプロイセン軍が侵攻した際、多くの貴族が馬車を連ねてウィーンに逃亡し、残った貴族もプロイセンへの協力を拒否して、通常行われる手段である、在地貴族に協力を要求することによって円滑に物資を調達するということが出来なかったのである。
理由の第三は、ベーメンでは三十年戦争後、住民の再カトリック化が成功しており、シュレージエンの時のように現地住民の協力を得ることが出来なかったことである。第一次シュレージエン戦争においてプロイセン軍はシュレージエンで解放者として歓迎され、各面での支援を受けることが出来たが、ベーメンではそれがなく、かえって貴族たちの指導により、プロイセン軍が接近するや農民たちは食料を埋め、干し草に火をかけて逃亡した。これに対してフス派の流れを汲む隠れプロテスタントがプロイセン軍に協力を申し出ることもあったが、あまりにも数が少なく、補給面での頼りにはならなかった。
理由の第四は、オーストリアの展開した軽騎兵フザールと軽歩兵パンドゥールによるプロイセン軍への波状攻撃である。第一次シュレージエン戦争でプロイセン軍を苦しめた彼らは、より大規模に展開してプロイセン軍の補給部隊を襲い、また神出鬼没の彼らの存在は、各部隊の指揮官に徴発部隊を出すことについて二の足を踏ませ、食糧不足をより深刻化させた。
これらの結果、モルダウ川を南下しているこの時点で早くもプロイセン軍の食糧事情は急速に悪化した。まず飼葉不足から輸送部隊の牛馬が多数衰弱、病死し始め、次いで兵の食糧が不足した。策源であるプラハからの輸送で急場を凌ごうにも車両不足と牛馬の喪失、そして輸送部隊への襲撃のためにそれは不可能となっていた。9月末から10月にかけてプロイセン軍には飢餓状態が出現し、それはベーメンからの完全撤退まで解決することがなかった。軍中に疾病者が溢れ、脱走兵の数は日増しに多くなった。士気は底なしに下がり、11月に入るころには、プロイセン軍は崩壊に瀕していた。

### オーストリアの反撃

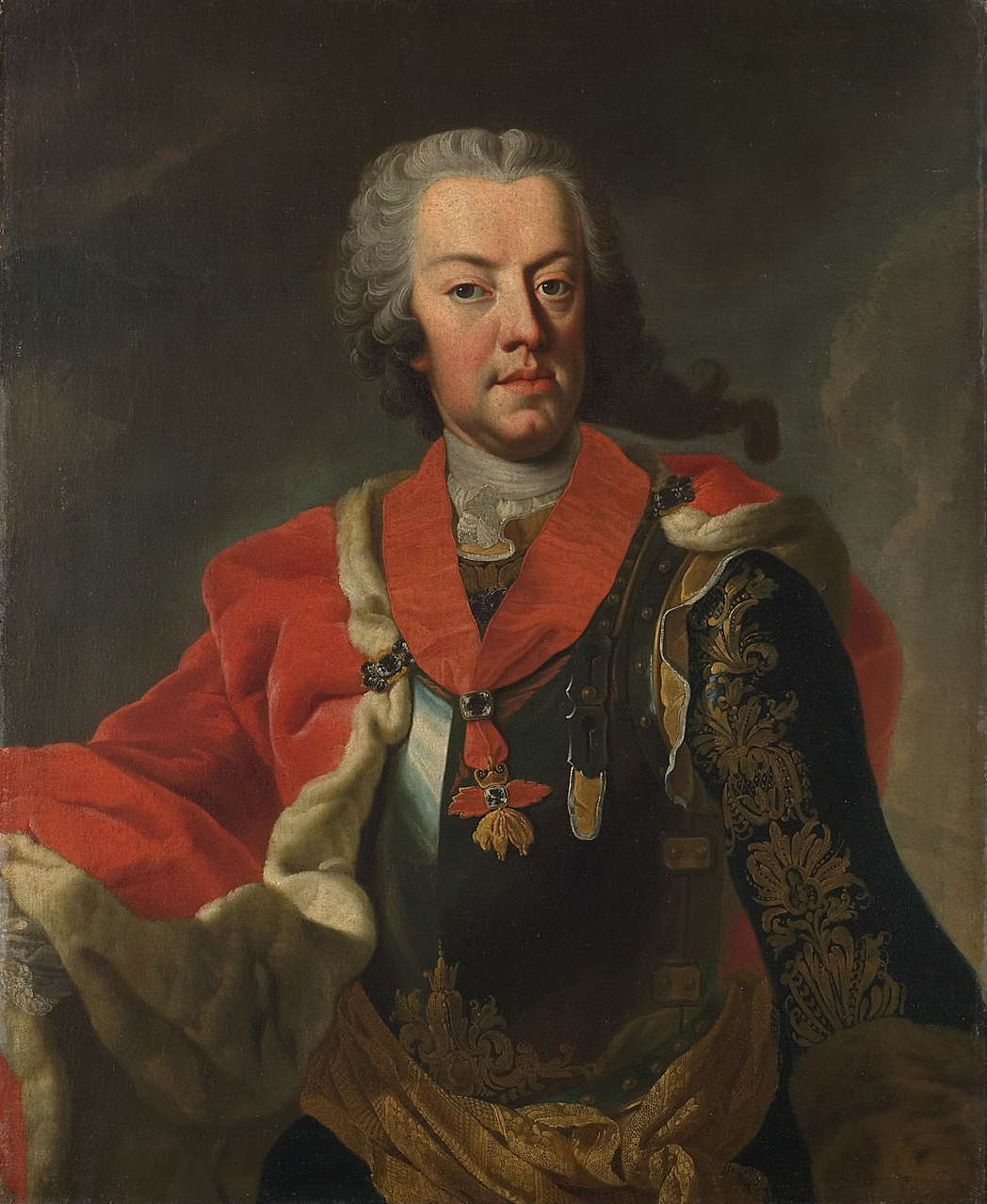
カール・アレクサンダー・フォン・ロートリンゲン

エルザスからの転進を成功させたオーストリア軍主力部隊は、9月後半から順次ベーメンに入り、バッチャーニ軍が受け入れ準備を整えていたピルゼンに集結しつつあった。オーストリア軍には最高指揮官であるカール公子の後見役として老練なトラウンがおり、実質的には彼が作戦の指導を行っていた。このオーストリア軍にはバッチャーニやフランツ・レオポルト・ナーダジュディといったハンガリー貴族に率いられた多数の軽騎兵、軽歩兵がいた。トラウンは本隊の到着に先行して彼らをモルダウ流域に展開させ、プロイセン軍への攻撃を行わせていた。
プロイセン軍はオーストリア軍がベーメンに到着しつつあると気付いてはいたが、具体的な所在については情報を得ることが出来なかった。オーストリア軍の展開した濃密な阻止線のため、大王は皇帝軍ともフランス軍とも全く連絡が取れない状態に陥った。直近のオーストリア軍の行軍についての皇帝軍の通報は大王の元に届くことがなく、プロイセン軍の斥候部隊も優勢な敵の前に偵察行動が制限され、モルダウ西岸の南北各地で有力なオーストリア軍部隊を見たという不確かな情報しかもたらされることがなかった。大王はこの状況に「この四週間私には情報も手紙もない。良い（現地人）協力者を見つけることもできない。カール公子は、バッチャーニは、ザクセン軍は、ベーメンにいるのかそれとも北京にいるのかも判らない」と吐露した。
ザクセン軍についてはエーガー川方面の部隊から彼らが接近しつつあるとの報告がもたらされていたが、オーストリア軍については異なる複数の情報が寄せられていた。大王はオーストリア軍はモルダウ上流ブトヴァイスを目指していると判断した。ターボルに到着した大王は主力を西南に転じ、10月4日モルダウタインでモルダウ川を渡った。そして西進しながら捜索隊を派出し、こちらに向かって行軍してきているはずのオーストリア軍を会戦によって撃破することを目指した。
3日の空費ののち、大王はようやくオーストリア軍の本当の位置を知った。すなわち、10月2日の時点でオーストリア軍はプロイセン軍のずっと北のミロティッツにあり、そこから北東に進出しつつあったのである。トラウンは、オーストリア軍がピルゼンに集結しているにもかかわらずプロイセン軍が南下し続ける様子を見て、プロイセン軍はこちらの行動を把握できていないことを知った。トラウンはモルダウを渡河して、プラハとターボルの中間に位置し、プロイセン軍の中継基地のあるベネシャウに向かい、プラハからプロイセン軍を切断しようと図ったのである。

### マルショヴィッツの陣
10月はこの戦役の転換点であり、戦場の主導権は圧倒的に優勢だったはずのプロイセン軍からオーストリア軍の手に移った。危機に瀕したプロイセン軍は急遽反転し、オーストリア軍がベネシャウに到着する前にそこに急行しなければならなかった。10月8日、モルダウを再渡河したプロイセン軍はすぐにまたベヒンでモルダウ支流ルシュニッツを渡河して北進した。
10月9日、本隊に引き続いて車両部隊が通過し続けるモルダウタインを数千のパンドゥール部隊が襲撃し、ツィーテンの指揮するフザール連隊および擲弾兵2個大隊との間に激しい戦闘が行われた。殺到するパンドゥールに対し、プロイセン軍は葡萄弾で彼らの突撃を粉砕し、フザールで果敢に斬り込むことで敵を追い崩した。プロイセン軍はモルダウタインを守り切り、車両部隊の通過を済ませた。
大王はオーストリア軍がモルダウ東岸に渡った後でも依然として会戦によって彼らを撃退し、モルダウの線を維持するつもりだった。モルダウ上流地域には輸送できなかった物資、多数の傷病兵も残っており、大王はブトヴァイス、フラウエンベルクに彼らを集結させ、守備兵を置いて保持しようとした。しかしこの方面に進出したトレンク率いるパンドゥール部隊によってフラウエンベルクは水の手を断たれて降伏、ブトヴァイスも攻撃を一度は跳ね返したものの結局陥落してしまった。同様にターボルもオーストリア軍によって占領された。
モルダウを北上する行軍は兵士にとってより一層辛いものとなった。トラウンは自軍に投降した脱走兵の供述によって、プロイセン軍が食糧に窮していることを知っており、ハンガリー勢により精力的にプロイセン軍の補給線を攻撃するように命じていた。プラハとの連絡線はパンドゥールの浸透によって途絶しつつあり、携帯する食糧がほとんどない中で、冬の到来が彼らの体力と士気を奪い、脱走兵の数はよりいっそう増した。フザールの襲撃とパンドゥールの浸透は兵の投降を助長し、伝令の捕縛による命令の未達、分遣隊の孤立、徴発部隊への襲撃と全滅など、プロイセン軍の置かれた状況をますます困難なものとした。おまけに住民の一部がパルチザンとしてプロイセン軍への武力抵抗まで始めていた。
10月17日、プロイセン軍主力先鋒がベネシャウに到着、翌18日には大王もベネチャウに入り、ひとまずプラハとの連絡は保たれた。プラハとの距離が短縮されたことによって補給状態も一時好転し、プロイセン軍は接近するオーストリア軍に対するべく西南に向けて陣を敷いた。この時点での大王の計画は、オーストリア軍を会戦によってモルダウ西岸に追い返したら、モルダウ‐サザワ、もしくはルシュニッツ‐サザワ間の地域を確保して冬営に入り、戦争の仕切り直しを行うというものだった。
10月22日、オーストリア軍はザクセン軍と合流し、これによって兵力もオーストリアが優勢となった。23日、連合軍はプロイセン軍のすぐ近く、マルショヴィッツに堅陣を敷いた。24日、大王はただちに会戦を行うつもりでマルショヴィッツに接近し、連合軍の陣地を偵察した。連合軍はベーメンの湖沼と丘の散らばる地形を巧みに生かし、非常に攻撃の困難な陣地を構築していた。25日、一昼夜の偵察と検討ののち、大王は会戦を断念して撤退せざるを得なかった。
このマルショヴィッツの陣において、のちの七年戦争ではいつも果敢に会戦を仕掛けた大王がなぜ攻撃を断念したかについて、理由の第一はその地形にあり、なるほど有利な位置を占めるオーストリア軍に攻撃をかけて勝利を得た事例は多いけれども、もしこのとき攻撃を行えばそれはプラハやトルガウではなくコリンやクーネルスドルフのような結果となっただろうとされる。また第二は軍の状態にあり、このときのプロイセン軍兵士は先の1カ月の行軍とその間の食糧不足により著しく消耗衰弱しており、士気も沈滞して通常の戦闘能力が期待できる状態ではなかったのである。

### プロイセン軍の撤退
10月26日、プロイセン軍はモルダウ以東を確保することを諦め、サザワ川を北に越えた。大王はまだサザワ以北を確保する可能性を追求していたが、オーストリア軍の進撃はその希望を早々に失わせた。トラウンの戦略は会戦を避け機動によってプロイセン軍を撃退することであり、北上するプロイセン軍主力に対しては自軍主力でもって追撃することをせず、パンドゥールによって常に圧迫することのみを行った。トラウンは勢力を割いてプラハに対する圧力を強めるとともに軍主力を依然として北東に向け、ベネシャウからさらに東に向かって行軍した。
プロイセン軍の求めるものはすみやかな今年の戦役の打ち切りと冬営だった。サザワ川を越えた後、プロイセン軍にはもうエルベ川しか残されていなかったが、それについて大王には二つの選択肢があった。一つはプラハ周辺に留まってプラハを援護しつつベーメン北西部で冬営に入ること。もう一つは東方のエルベ川屈折部に後退し、ベーメン北東部で冬営に入ることだった。東に撤退した場合、プラハとの連絡を絶たれてプラハが孤立するが、かといってプラハに固執するとシュレージエンとの連絡が断たれる恐れがあった。

すでに浸透しつつあるパンドゥールを排除し、シュレージエンとの連絡を確保する目的で、大王はナッサウの部隊を東に派遣してエルベ南岸のコリン‐パルドビッツの線を保持させた。しかしオーストリア軍の意図が不明で、大王は両者の選択で迷い、しばらく決断を下さないまま北上を続けていた。押し寄せるオーストリア軍部隊によってプロイセン軍本隊はプラハとの連絡もナッサウの先遣隊との連絡も途切れ気味で、軍には再び飢餓状態が出現した。首脳陣からはシュヴェリーンが脱落した。

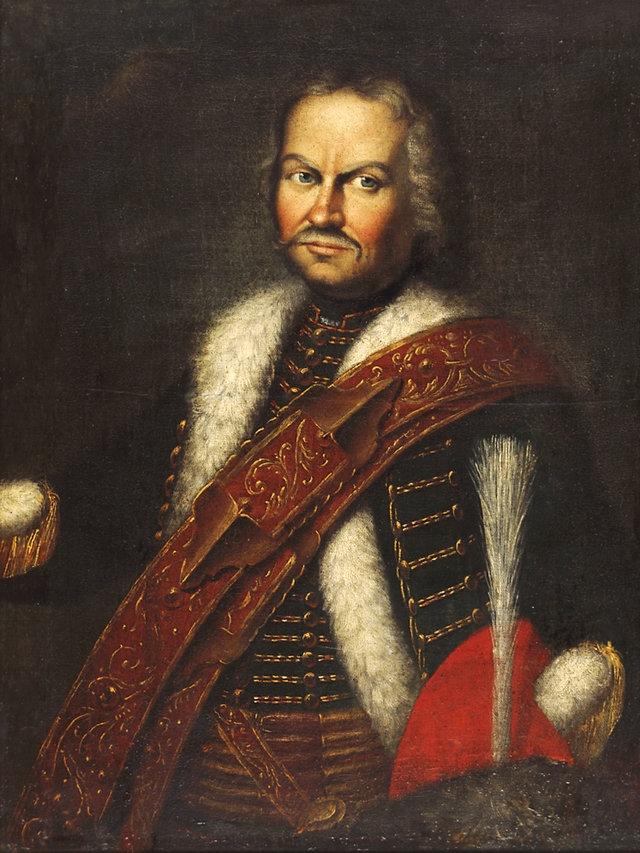
フランツ・フォン・デア・トレンク

オーストリア軍はサザワを越えなお東進中との報告を受けると、大王も決断を下さざるを得なかった。トラウンの目的は明らかであり、それはプロイセン軍がベーメンから撤退しないようなら彼らをシュレージエンから分断することであった。プラハに留まった場合、プロイセン軍は本国との連絡を絶たれるうえに、オーストリア軍にシュレージエンを攻撃することを許すことになるのである。プロイセン軍はベーミッシュブロートで東南に方向を転じ、11月8日から9日にかけてコリンでエルベ川北岸に渡河し、冬営に入った。
プロイセン軍は南岸西のコリンにナッサウを、東のパルドビッツにデュ・ムーランを入れて守らせ、エルベ川を防衛線として哨兵線を張り、冬営の守りとしていた。無論大王もオーストリア軍がすんなりと攻撃を諦めるとは思っていなかったが、オーストリア軍も通常なら冬営に移り始める時期で、いま少しの時間エルベ川を守りきることならば充分可能と考えた。実際にもオーストリア軍のコリンへの攻撃は撃退に成功していた。しかしオーストリア軍はプロイセン軍をベーメンに残したまま次の戦役に持ち越すつもりはなかった。11月19日、深夜のうちにひそかに舟を浮かべて擲弾兵を対岸に渡すことで連合軍は渡河に成功した。早朝、突如出現した敵部隊と遭遇したヴェーデルの大隊は圧倒的に優勢な敵の前によく戦い、ヴェーデルは大王からレオニダスと呼ばれるほどであったが、結局は後退せざるを得ず、川岸を占領されてオーストリア軍の渡河を許すこととなった。
大王の計画はまたしても破れ、もはやプロイセン軍には全面撤退の道しか残されていなかった。大王はただちに物資と傷病兵のケーニヒグレーツへの輸送に着手し、全部隊に撤退準備を命じるとともに、フェルトイェーガーに敵中を突破させてプラハのアインジーデルに撤退を命じた。大王は軍を二つに分け、一つは若デッサウの指揮により物資を携えてグラッツに撤退させ、もう一つは大王が率いて、ケーニヒグレーツで殿を務めたナッサウを収容し、若デッサウ軍の撤退を援護しつつその西をブラウナウ経由でシュレージエンに撤退した。雪の降る冬の山地を充分な食糧のないまま撤退するプロイセン軍を、さらにオーストリア軍の追撃が襲い、撤退は成功するにしても多数の、戦闘による死傷者、飢えと寒さによる病死者、そして逃亡者を出さざるを得なかった。彼らは12月始めにはシュレージエンに到着した。
プラハ守備隊の撤退行はより悲惨であった。大王の撤退命令を受け取ったアインジーデルは、ごくわずかな時間で、重砲と予備銃器を破壊して川に沈め、可能な限りの牛馬を徴発し、食糧をかき集めることの全てを行い、11月26日に撤退を開始した。すでにプラハはオーストリア兵に囲まれており、市門を出てすぐパンドゥールから狙撃を受け、それでいて市門を出る前から市民によって狙撃される有様だった。パンドゥールは陸だけでなくモルダウにも舟を浮かべてプロイセン軍を銃撃し、街道上は打ち捨てられた荷馬車と死傷者が散乱する悲惨な光景となった。
アインジーデルは一旦北西に行軍してライトメリッツに達し、そこから北東に転じてザクセンの南端を通り12月中旬にシュレージエンに達した。しかしこの過程での彼の軍の損害はあまりにも多く、アインジーデルは譴責されて軍法会議にかけられ、1745年に寂しく世を去った。

### オーストリア軍のシュレージエン侵入と撤退
プロイセン軍をベーメンから駆逐したオーストリア軍は、そこで冬営に入るのではなく、引き続いてただちにシュレージエンの奪回にとりかかるようマリア・テレジアから命令された。グラッツ郡ではオーストリア軍が全域に侵入してプロイセンが保持するのはフーケの守るグラッツ要塞のみとなり、一方でオーストリア軍主力は上シュレージエンに向かっていた。上シュレージエンではメーレン境まで後退したマルヴィッツ軍が抵抗を試みていた。パンドゥールはすでに上シュレージエンに侵入を始めていた。
シュレージエンに到着した大王は本国から老デッサウを呼んでシュレージエン防衛の指揮を託し、シュレージエン州行政長官ミュンヒョウに軍への補給手配と冬営準備を命じた。大王自身は軍再建のため12月12日にベルリンに帰還したものの、シュレージエンの状況が緊迫していたためすぐ現地に戻らねばならなかった。
オーストリア軍の目的はシュレージエン内に喰い込んでそこで冬営することで、それを許せば次の戦役がプロイセン軍にとって著しく不利になることは明らかだった。大王は敵の侵入を許すな、断固撃退せよと命じたものの、マルヴィッツ軍は優勢なオーストリア軍が前進してくるとトロッパウからラティボルに後退せざるを得なかった。マルヴィッツが心臓発作で急死したため老デッサウの息子の一人ディートリヒが指揮を引き継いだが、上シュレージエンのプロイセン軍はさらにコーゼルに後退してオーストリア軍は上シュレージエン南部に着実に進出し、ノイシュタットを占領した。これに対応して年明け1月9日、老デッサウと不十分ながら再編成を間に合わせたプロイセン軍はナイセ川を渡り、オーストリア軍を撃退するべく南に向けて前進した。
このとき上シュレージエンにいたオーストリア軍は疲労の極に達していた。彼らは春にライン川を渡り、夏はエルザスにいてそこからドイツを横断してベーメンで戦い、冬になってもまだ戦い続けているという状態で、物資と兵員の欠乏は甚だしく、真冬の作戦はさらに彼らを消耗させ、シュレージエンに入ったことで補給難も生じていた。またプロイセン軍をベーメンから撃退した後はバイエルンに軍の勢力を割かれていた。プロイセン軍が押し出してくるとオーストリア軍は後退した。
1月16日、プロイセン軍はイェーゲルンドルフに達してオーストリア軍に接近したが、上記のような理由があってトラウンは会戦を回避し、シュレージエンでの冬営を諦めて撤退に移った。プロイセン軍はさらに追撃して2月には上シュレージエンを回復した。並行して2月14日、グラッツにおいてレーヴァルト率いるプロイセン軍がハーベルシュヴァルツでヴァリスのオーストリア軍を撃破し、グラッツからもオーストリア軍を駆逐した。戦局は膠着してようやく両者とも冬営に入り、大王はまた本国に戻った。
1744年の戦役でプロイセン軍の負った損害は実に甚大であった。オーストリア軍に投降したプロイセン兵士は1万7千人に及ぶとされ、一説によればベーメンからシュレージエンに帰り着くことのできた兵士の数は元の半分の3万6千人ほどだったという。一度軍中に広まった疫病はなかなか収まることなく、依然として多数の傷病兵を抱えており、装備弾薬の損失も考え合わせると、1745年初めのプロイセン軍は戦闘能力を喪失しかけていた。
損害は物的な面に留まらず精神的な面にも及んでいた。大王は将兵の信頼を失いつつあり、将校は投げやりになり、兵士たちの間でも規律と団結は失われようとしていた。プロイセンの支配が揺らいでいることを感じたシュレージエンの住民には公然とした反抗が見られた。1744年の敗北から1745年春までのプロイセンは、大いなる危機の中にあった。
大王はのちの著作においてこの年の戦役の記述を以下のように締めくくり、また一会戦に及ばすしてプロイセン軍に勝利したトラウンを讃えた。

## 1745年の戦役

### 戦役開始時における状況
1745年春の各国の外交は、プロイセンにとって大変厳しい状況に、一方のオーストリアにとってはシュレージエンを奪回するのに大変都合の良い状況になっていた。
1744年のベーメン侵攻が完全な失敗に終わると、大王はすぐイギリスに働きかけて和平の可能性を探り始めた。もちろんシュレージエンはプロイセンが保持したままというのが大王の条件だったが、プロイセンから和約を破っておいて、戦況がオーストリア優位に傾いている状況でのこの交渉は当然うまくいかなかった。それどころか1月8日には、イギリス、オランダ、ザクセン、オーストリアの四カ国によるワルシャワ条約が成立し、プロイセンを包囲攻撃する態勢が作られていた。この条約は、ザクセンを完全にオーストリアの味方にし、オーストリアの側に立って戦う代わりにイギリスとオランダから資金援助が与えられるという内容だった。ただ四カ国同盟とは言ってもイギリスとオランダに対プロイセン戦に兵力を回す考えはなく、実質的にはザクセンの戦力が加わることがはっきりしたことだけが成果だった。
1月20日、かねてより健康を害していた皇帝カール7世が戻ったばかりのミュンヘンで死去した。神聖ローマ皇帝を援助するというのがプロイセンとフランスが戦争で掲げていた題目で、両国は大義名分を失うとともに、皇帝の後継ぎマクシミリアン・ヨーゼフがまだ幼少であり、戦況不利であることを考え合わせると、皇帝位がハプスブルク家に戻る公算が大きくなった。ハプスブルク家を皇帝位から引きずり降ろして帝国への影響力を失わせるのがフランスのそもそもの戦争目的であり、それが元に戻ってしまうのを惜しんだフランスはザクセンに働きかけてアウグスト3世を皇帝に推し、あわせてザクセンを味方に引き入れようとした。しかしこの計画はすぐに失敗した。プロイセンもこれを機会にイギリスにフランツ・シュテファンへの投票を約するという条件で和平斡旋を依頼したが、やはり断られた。
オーストリアはバイエルンを早期に戦争から脱落させるために冬の間から部隊を動かしており、春になると強力に攻勢に出て連合軍を後退させミュンヘンを占領した。その結果、バイエルンはオーストリアへの請求権を全て放棄して単独講和であるフュッセン条約が成立し、オーストリアはプロイセンに戦力を集中させることができるようになった。フランクフルト同盟は雲散霧消し、プロイセンはドイツに友邦が一つも居なくなった。
フランスは、すでに1743年頃から皇帝への支援を打ち切りたいと考えるようになっており、ドイツ方面での活動に消極的になっていた。1744年12月に、ミュンヘンからベルリンへ作戦調整のため向かっていたベル＝イル元帥がイギリス軍によって拘束され、イギリス本島へ護送される事件が発生しており、継承戦争の立案者で帝国への軍派遣を強く訴えてきた彼の不在は、フランス宮廷がドイツ方面作戦について消極論に染まるのをさらに助長した。そこへバイエルンの戦争脱落が決まったために、フランスはドイツへの興味をほとんど失い、フランドルやイタリア方面に注力する姿勢を示していた。これは事実上、プロイセン単独でオーストリアと戦わなければならないということだった。
さらにプロイセンにとって悪いことに、ロシアがオーストリア側に支持を寄せる姿勢をだんだんと明らかにし始めていた。大王はロシアの好意的中立を獲得するために工作を重ねてきたが、オーストリア、イギリスともにロシアを味方に引き入れること力を入れており、後者が勝った結果となった。大王はこのような状態で戦役を始めたのである。

### ホーエンフリートベルクの戦い

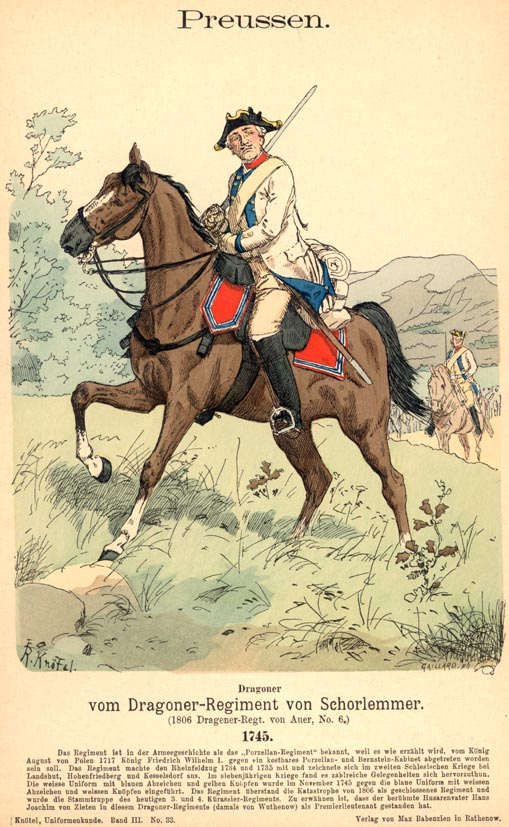
プロイセン竜騎兵

もしプロイセンがオーストリアとの和平を実現させたいなら、シュレージエンの返還を認めるしかなかった。しかし大王はあくまでシュレージエンを領有し続ける姿勢を内外に示し、断固として戦いを選んだ。宮廷では銀製品を銀貨に変えて資金を捻出し、軍再建に投じられた。再建には550万ターラーを要したとされる。プロイセン軍はドイツ中に募兵官を派遣して傭兵を雇い入れるとともにカントン制度の登録者をかき集め、脱走兵には逃亡を罪に問わないことを約束し、臨時ボーナスも出して帰還を呼び掛けた。損害の大きい部隊や回復の遅い兵士は要塞守備隊と入れ替え、シュレージエンでは老デッサウが訓練を課して士気と錬度の回復に努めた。
全般的に不利な情勢の中、プロイセンにとって都合の良いことが一つあった。それは前年の戦役が2月まで押して冬営入りが遅れたことと、1745年戦役の始まりでバイエルンへの攻撃を優先したことから、シュレージエン方面におけるオーストリア軍主力部隊の行動開始が5月まで延ばされたことだった。これで大王はプロイセン軍の再建に余裕を得た。
オーストリア軍の作戦は、主力に先駆けて上シュレージエンにハンガリー勢主体のエステルハージ軍を進出させてプロイセン軍の注意を引きつつ、本隊はザクセン軍と合流してベーメンから山越えで直接下シュレージエンに入り、ブレスラウを目指すというものだった。オーストリア軍の指揮は引き続きカール公子によって行われたが、前年にプロイセンを苦しめたトラウンはライン方面に転出していた。
3月15日、大王はベルリンを離れ、シュレージエンに戻って指揮を掌握した。老デッサウをマクデブルクに置いてハノーファーとザクセンの両方に対する備えとし、自身はナイセからしばらくオーストリア軍の動向を観察していた。メーレンでの冬営を終えてオルミュッツに集結しつつあるオーストリア軍主力部隊が、すでに活動を始めているエステルハージ軍に続いて上シュレージエンに入るのか、それともベーメンに移動して山越えを図るのかが最初の問題だった。大王はオーストリア軍の将校を自軍に引き抜くことで、オーストリア軍がベーメンからシュレージエンに侵入することを早い段階で知った。オーストリア軍がベーメンで物資の集積を行っていることを大王は把握しており、これは上記の情報を裏付けた。
5月に入ると、オーストリア軍はメーレンからベーメンに移動した。大王は主力部隊を、ナイセ、シュヴァイトニッツ、グラッツの3要塞のおおよその中間点にあるフランケンシュタインに集結させて動かさず、上シュレージエンのエステルハージ軍に対しては兵数に劣るカール辺境伯軍のみで遅滞戦術に終始させた。大王は二重スパイを用いて、プロイセン軍は損害が大きすぎて立ち直れず、国境周辺での抵抗を諦めてブレスラウへ撤退するとの偽情報を送らせた。大王の意図はオーストリア軍を積極的にシュレージエン内に誘引し、平地に引っ張り出して一大決戦を仕掛け、戦局をひっくり返すことだった。
オーストリア軍ではプロイセン軍に対する楽観的な見通しが支配的で、スパイの報告を容易く信じ、上シュレージエンでのプロイセン軍の消極的な抵抗や国境周辺からの部隊の引き揚げはこれを裏付けるものと考えられた。シュレージエンではブレスラウへ繋がる道が工兵により急遽補修されているとの知らせもオーストリアの認識を強化したが、これも大王の欺瞞策の一つだった。大王はオーストリア軍の予想進路から、ランデスフートにヴィンターフェルトを、シュヴァイトニッツにデュ・ムーランを置いてなおしばらく敵の動きを待った。
5月19日、ケーニヒグレーツのカール公子軍が行軍を始めたと知った大王は、決戦に兵力を集中するために上シュレージエンからカール辺境伯軍をも引き上げることにした。すでにナイセ川以南の地域はパンドゥールがすっかり占拠してしまっており、大王はツィーテンの騎兵部隊を派遣してイェーゲルンドルフに命令を伝達させた。カール辺境伯も現地に少数の守備隊を残してすぐ行動に移り、22日には攻撃してきた優勢なオーストリア軍を良く撃退し、そのまま敵中を押し通って27日にフランケンシュタインに到着した。
同じ22日、オーストリア軍のナドシュディ率いる前衛部隊はランデスフートに達してヴィンターフェルトを攻撃し、ヴィンターフェルトは速やかに後退して大王に敵の到着を報告した。オーストリア軍本隊は26日から順次峠を越えてランデスフートに到着し、ザクセン＝ヴァイセンフェルス公のザクセン軍も合流して、31日まで一旦同地に停止して陣容を整えた。
5月30日、大王率いるプロイセン軍はいよいよ決戦に向けて行軍を開始した。同日中にライヘンバッハまで進出、31日にはシュヴァイトニッツに到着し、同地からアルト・ヤウエルニッヒにかけて宿営した。ヤウエルニッヒに本営を構えた大王はデュ・ムーランに、シュヴァイトニッツの北のシュトリーガウにあって偵察網を展開するように命じ、自身はシュトリーガウ西方の土地を偵察して敵の到着を待った。
6月3日、連合軍は山地を降りてシュトリーガウ西方ホーエンフリートベルクに到着した。連合軍は、プロイセン軍の決戦を意図しての計画的行軍を、ナイセやグラッツを睨んでいた大王が北からの侵入に驚いて急遽転進してきたものと見なし、ブレスラウに回り込まれ本国との連絡を起たれるの恐れてすぐにも撤退するであろうと推測した。翌6月4日に行われたホーエンフリートベルクの戦いはプロイセン軍の大勝となった。

### ハノーファー協定
大王にとって、1745年以降この戦争の目的はシュレージエン領有の保障された和平を獲得することにあった。ゆえに以後のプロイセン軍の行動は全て和平交渉へ良い影響を与えようという目的に沿って行われた。会戦に勝利した後、大王は再びデュ・ムーランやヴィンターフェルトの部隊を送って国境の山地を回復させたが、主力でもって敗走した連合軍を追撃し撃滅しようとはしなかった。これはのちの軍事史家からはしばしば批判されたことであるが、大王が追撃を見送ったその理由は、一つにはこの時代の戦争それ自体がナポレオン戦争の頃とは異なり、追撃を重視しなかった（できなかった）ことにあり、いま一つはプロイセン軍の兵站整備が未だ前年の損害を回復しておらず、準備なくベーメンに踏み込めば前年の二の舞になりかねなかったからである。
補給態勢を整えたプロイセン軍は、6月中旬から山を越えてベーメン北東部エルベ上流域へ進出し、ケーニヒグレーツで連合軍と対峙した。会戦敗北後ケーニヒグレーツまで撤退し、そこに留まっていたカール公子は、自軍をケーニヒグレーツの南、エルベ川東岸のエルベとオドラに挟まれた要害の地に置いて防御を固めていた。対する大王も6月18日、オドラ北岸、ケーニヒグレーツ北東に陣を構えた。両軍の陣地はすぐに会戦に転じることのできるほど接近していたが、カール公子に会戦に訴えるような戦意はなく、大王の意図もあくまでオーストリア軍にプレッシャーをかけることにあった。このため戦闘は起こらなかった。
大王はホーエンフリートベルクの戦いの後、さっそくイギリスに和平交渉を始めるよう働きかけていた。ホーエンフリートベルクより先の5月11日にはフォントノワの戦いにおいてイギリス、オーストリア、オランダ連合軍がフランス軍に敗北しており、イタリア方面においてもフランス・スペイン連合が優勢で、1745年夏の戦況は春とは大きく変わって反オーストリア側に分があった。ケーニヒグレーツで睨みあいを続けてイギリスとの交渉進展を待つその間に、大王はナッサウを上シュレージエンに増派してエステルハージ軍を押し戻すよう命じ、一方でマクデブルクの老デッサウ軍にはザクセン国境で示威行動を行わせ、ザクセンを戦争から離脱させようと図った。
ケーニヒグレーツで対陣して1カ月も経つと、プロイセン軍は土地周辺の物資を消費しつくしてしまい、新しい別の土地に移らなければならなかった。7月20日、プロイセン軍はエルベ左岸に渡河してクルムを中心にピストリッツからエルベまでの領域を占領し、なお交渉の進展を待った。この間ザクセン軍は本国の状況に危機を感じ、部隊の多くを帰還させたが、オーストリア軍にはなおしばらく動きはなかった。
この頃フランスは、プロイセンの要求に応えることなくドイツの戦局について関心を示すことがなかった。神聖ローマ皇帝の選出会議を開くフランクフルトは当時フランスのコンティ軍が押さえていたが、このフランクフルト確保のためにオーストリアのトラウン軍が前進してくると、コンティ軍は戦闘を回避してライン左岸に撤退してしまった。当時両国の間ではもうほとんど連携は行われなかった。
一方イギリスは、ネーデルラント方面での戦況劣勢に加えて、フランスがチャールズ若僭王の上陸支援を画策中との報告も寄せられていたことから、プロイセンとオーストリアの講和を斡旋することに再び前向きになっていた。8月26日、ハノーファーでの最終交渉の結果、和平は1742年のブレスラウ条約を元にすること、和平成立の際にはプロイセンはフランツ・シュテファンの皇帝即位を認めることを条件に、イギリスはオーストリアとの講和斡旋を行うという内容のハノーファー協定を結んだ。

### ゾーアの戦い

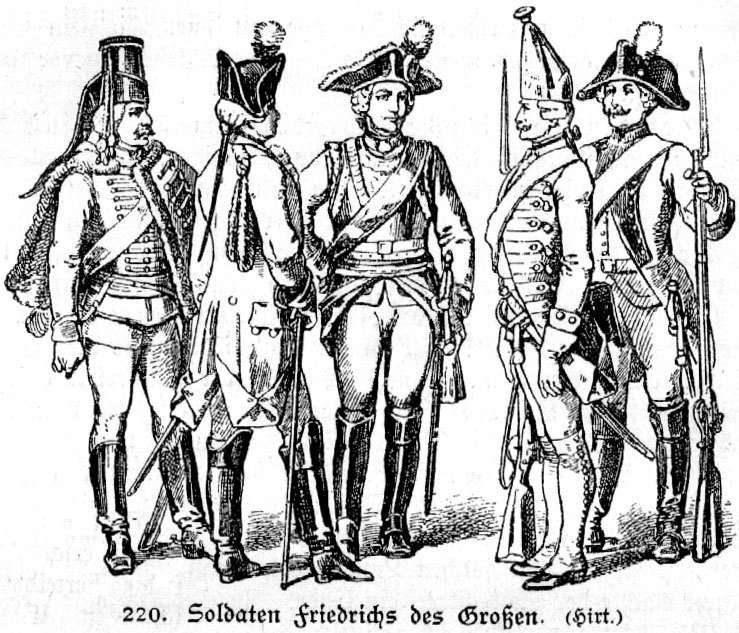
プロイセンの兵士たち

マリア・テレジアは、大王の期待に反して戦意旺盛であり、プロイセンからシュレージエンを奪い返すためにさらなる戦いを望んでいた。よって女王はイギリスの大使トマス・ロビンソンが提案した講和を拒否した。イギリスとオランダはオーストリアが西方に兵力を回さないのが不満でザクセンへの資金援助を渋っており、今年1月に結ばれたばかりのワルシャワ条約は早くも空文化していた。このためオーストリアはザクセンを自国側に繋ぎとめるためにケーフェンヒュラーを送り、8月29日にドレスデンで自国との同盟を再確認した。さらに女王はロシアに参戦を呼び掛けて三カ国によるプロイセン攻撃の計画を構想した。
近日中の夫の皇帝即位が予定される中、女王はカール公子軍に兵士の補充を行わせるとともに、ロプコヴィッツとダレンベルクの両将軍を送って補佐役とし、カール公子に断固としてプロイセン軍への攻撃を命じた。カール公子は、軍の一部にエルベ東岸を北上させてプロイセン軍のシュレージエンとの連絡線を攻撃してこれを断ち、一方で主力はエルベ西岸に渡って大王軍を圧迫し、北に追いやってベーメンから撤退させることを目指した。
オーストリア軍が北上を開始したとき、プロイセン軍部隊は占領地で物資調達を容易にするために広く分散しており、まずは集結を図らなければならなかった。大王はオーストリア軍の行動によって女王が戦争継続を選んだことを知り、和平への見通しが甘かったことを悟った。上シュレージエンの回復やザクセン牽制のために部隊を派遣してベーメンのプロイセン軍は数を減らしていたため、大王はベーメンでの交戦はせずにシュレージエンへ撤退することにし、オーストリア軍はこれを追った。
プロイセン軍の補給路では例によってトレンク、フランキーニといった指揮官に率いられたオーストリア軍軽歩兵部隊による攻撃が行われた。プロイセン軍も彼らへの対処方法を経験によって学び、複数のルートを設けて補給部隊に大きな護衛部隊を付け、中継基地の守備も固めていたが、グラッツ方面の連絡線は度重なる攻撃によって放棄せざるを得なかった。大王に随行していたフランスの大使ヴァロリーは、フランキーニによる退却路への先回りした攻撃によって危うく捕虜になりかけ、秘書ダルジェが機転を利かせて自ら身代わりとなることで危機を脱したこともあった。食糧不足に苦しむようなことはなかったが、この攻撃はプロイセン軍に対して大きな圧力となり、また警備に兵力を割かねばならなくなった。
9月18日、プロイセン軍はヤロミッツでエルベ川東岸に渡り、北上してシュレージエンを目指した。退却進路をオーストリア軍から守るためにデュ・ムーラン、ヴィンターフェルト、レーヴァルトらを次々に送り出したことで、もともと少なくなっていた大王軍の戦力は2万程度にまで落ち込んでいた。これに対して4万の兵力を持つカール公子軍は積極的に敵を追い、9月29日夜、ゾーアにおいてプロイセン軍に会戦を仕掛けるため接近した。このとき大王は、あくまで敵の行動は自軍を機動によって撤退させることにあると考えて敵の戦意を過小評価し、警戒を怠ってその接近を許した。翌30日早朝、敵のすぐそこに迫っていることに気付いた大王は兵力半分ながら攻撃に出、ゾーアの戦いに勝利した。
ゾーアの戦いの後、大王は軍を同地に5日間留め、内外に勝利を印象付けてから10月6日に撤退を再開し、19日に国境を越えてシュレージエンに戻った。大王はこの戦勝によってオーストリアに講和を受け入れさせることができると考えており、今年の戦役は終わりと判断してシュレージエンの軍およびザクセン国境の軍を冬営に入らせた。

### マリア・テレジア秘策
クラウゼヴィッツが解説するように、大王の期待は外れた。いまや女帝（皇后）となったマリア・テレジアは、ロシアの参戦承諾を得て、プロイセンに対し三方向からの大規模な攻撃を企図していたからである。
その内容は、まず第一に、カール公子軍をラウジッツに入れてザクセン軍の一部と合流させ、そこから北東に進出してオーデル川に出て、プロイセン本国とシュレージエンのプロイセン軍の連絡を断ち、そのうえで東からベルリンを狙う。第二に、ザクセンからザクセン軍主力部隊であるルトフスキー軍をマクデブルクに進出させて冬営中のマクデブルク軍を攻撃、敗走させ、そのあとブランデンブルクに直進させて西からベルリンを狙う。この二つの攻撃を応援するためにオーストリア軍は、ライン方面からグリュネの部隊をザクセンに転進させてルトフスキー軍とカール公子軍の東西の間隔を埋め、ハンガリー勢の一部に下シュレージエンへの侵入を試みさせることでプロイセンの注意をそちらに惹きつける。第三に、ロシア軍は応援のためにポーランド経由でザクセン本国に部隊を進出させ、同時に東プロイセンを攻撃する。
この構想はオーストリア継承戦争においてオーストリアが企図した作戦の中でもっとも大規模なもので、もしこれが成功したならば、今年の戦役は終わったものと思い込んで冬営に入っていたプロイセン軍は敵の侵入への対応が遅れ、プロイセンの主要な軍勢力であるシュレージエン軍とマクデブルク軍はそれぞれベルリンから分断された状態で各個に撃破され、ベルリンはわずかな守備隊だけで敵に直面することになり、そこへさらにロシアの攻撃が重なることになったであろう。プロイセンとの戦いに戦力を集中させたい女帝は、もしこの作戦が成功するようなら、かなりの譲歩を行ってでもフランスとただちに講和しようとも考えていた。もっともこの作戦は、プロイセン軍がこちらの攻撃にすばやく反応した場合、ルトフスキー軍はマクデブルク軍と、カール公子軍はシュレージエン軍とそれぞれ本格的な会戦を行わざるを得ず、カール公子は自軍が敗戦続きで著しく消耗しており、士気も沈滞して、装備の補充も進んでいないことからそのリスクを恐れてこの作戦に反対だった。
三カ国によるプロイセン攻撃計画は、ザクセンの宰相ブリュールがスウェーデン大使にその存在を漏らしたことから、駐ベルリン・スウェーデン大使を通じてただちに大王に報告された。これを聞いて大王はポデヴィルスと老デッサウを招集して検討会議を開いた。両者はともに作戦実施の困難さとザクセンの戦意を疑ってこの情報に懐疑的で、しばらく様子を見るよう大王に提案したが、大王は敵の意図を正しく判断しただちに対抗作戦を立案して2人にその準備を命じた。
大王は各部隊にひそかに戦闘準備を整えさせることだけをさせて、自軍をすぐに動かすことはしなかった。大王の作戦は、まず、自国がオーストリア軍の行動には気が付いていないように見せかけることによって、ラウジッツに向けて行軍中のカール公子軍を国境近くまで引きつけ、そこで大王率いる主力部隊が強襲をかける。次にハレに集結した老デッサウ軍がザクセンに進出し、ザクセン軍を撃破する、というものであった。ベルリン防衛にはハッケに少数の部隊を与えるだけに留め、大王は野戦によってすみやかに敵主戦力を無力化し、ロシアの介入前に決着をつけることを狙っていた。

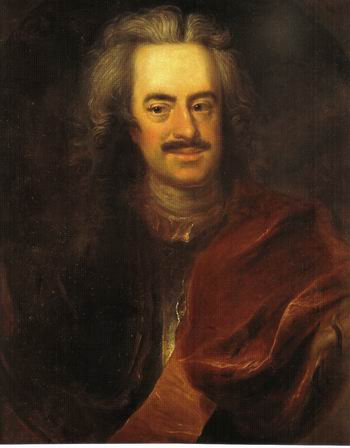
アンハルト＝デッサウ侯 レオポルト1世

11月、大王はシュレージエンに移るとヴィンターフェルトに3千の兵を与えてザクセンとの国境であるボーベア川とクヴァイス川の地域に展開させ、敵斥候の侵入を阻止するとともに敵軍の行動を偵察させた。また上シュレージエンからナッサウを呼び戻して下シュレージエンとベーメンとの国境を守らせ、自らは主力とともに動くことなく時期を待った。カール公子軍はヴィンターフェルトによって視界を塞がれたまま、フランクフルト・アン・デア・オーデルへの進軍を目指してラウジッツに入った。連合軍はナイセ川とクヴァイス川の間に展開し、右翼のクヴァイス川をザクセン軍が守っていた。
11月23日、プロイセン軍は強行軍でもって一気に敵に接近、ナウムブルクでクヴァイス川左岸に渡るとヘンネルスドルフの戦いでザクセン軍を急襲してこれを敗走させた。25日にはオーストリア軍が物資集積基地としていたゲルリッツを攻撃して占領した。敵の行動を全く把握していなかったカール公子軍はプロイセン軍の攻撃に対応できず、ザクセン軍を援護することもゲルリッツを救うこともできなかった。大王はゲルリッツを落とした後すぐオーストリア軍主力を撃滅しようとしたが、カール公子はゲルリッツ陥落で作戦に必要だった物資を失い、うかうかしているとツィッタウに先回りされて補給線を完全に断たれるため、当初の目的を早々に放棄してベーメンへ退却した。この一連の戦闘で、プロイセン軍がごくわずかの損害で目的を達成したのに対し、オーストリア軍は大量の物資に加えて5千の兵を失ったとされる。
ラウジッツにおいて敵軍を下した後、ゲルリッツに本営を置いた大王はしばらく兵を休めて強行軍によって乱れた軍を整える間に、ヴィンターフェルトをシュレージエンのナッサウの援護に回し、レーヴァルト軍を本隊に先駆けて西進させた。ナイセとエルベの間をつないでいたグリュネ軍は、カール公子軍の敗北とレーヴァルト軍の接近を知って西に撤退し、ルトフスキー軍と合流した。
そのころハレを進発した老デッサウ軍はライプツィヒを占領、エルベ川に転進してトルガウを攻略していた。ロシア介入前にザクセンを戦争から脱落させたい大王は老デッサウに速やかに進撃せよと命じていたのに、老デッサウはいちいち補給倉庫とパン焼き窯を設置してからでないと軍を進ませなかった。大王の度重なる速戦即決命令に対し、長老たる老デッサウは容易に従わず、自分流の戦争のやり方に拘った。
しかしこの間、ガベルからリトメリッツでエルベ川に出たカール公子軍がザクセンに急行しつつあり、はやくルトフスキー軍を撃破しなければカール公子軍と合流されてしまう可能性があった。敵戦力の各個撃破を望む大王は自らもバウツェンを経てドレスデンに向かう一方、老デッサウにただちにドレスデンを攻めるよう重ねて命令した。
12月12日、ゴルツを先鋒とする老デッサウ軍はマイセンを占領し、マイセンの橋を渡ってきたレーヴァルト軍と合流した。13日には一旦ドレスデンに向けて行進しかけたところ、ロエル率いるザクセン竜騎兵部隊の襲撃を受け、これを退けた。翌日再びドレスデンに向けて行軍を開始したプロイセン軍は15日、ドレスデンの北で待ち受けていたルトフスキー軍に会戦を挑み、ケッセルスドルフの戦いで勝利した。

### ドレスデン条約

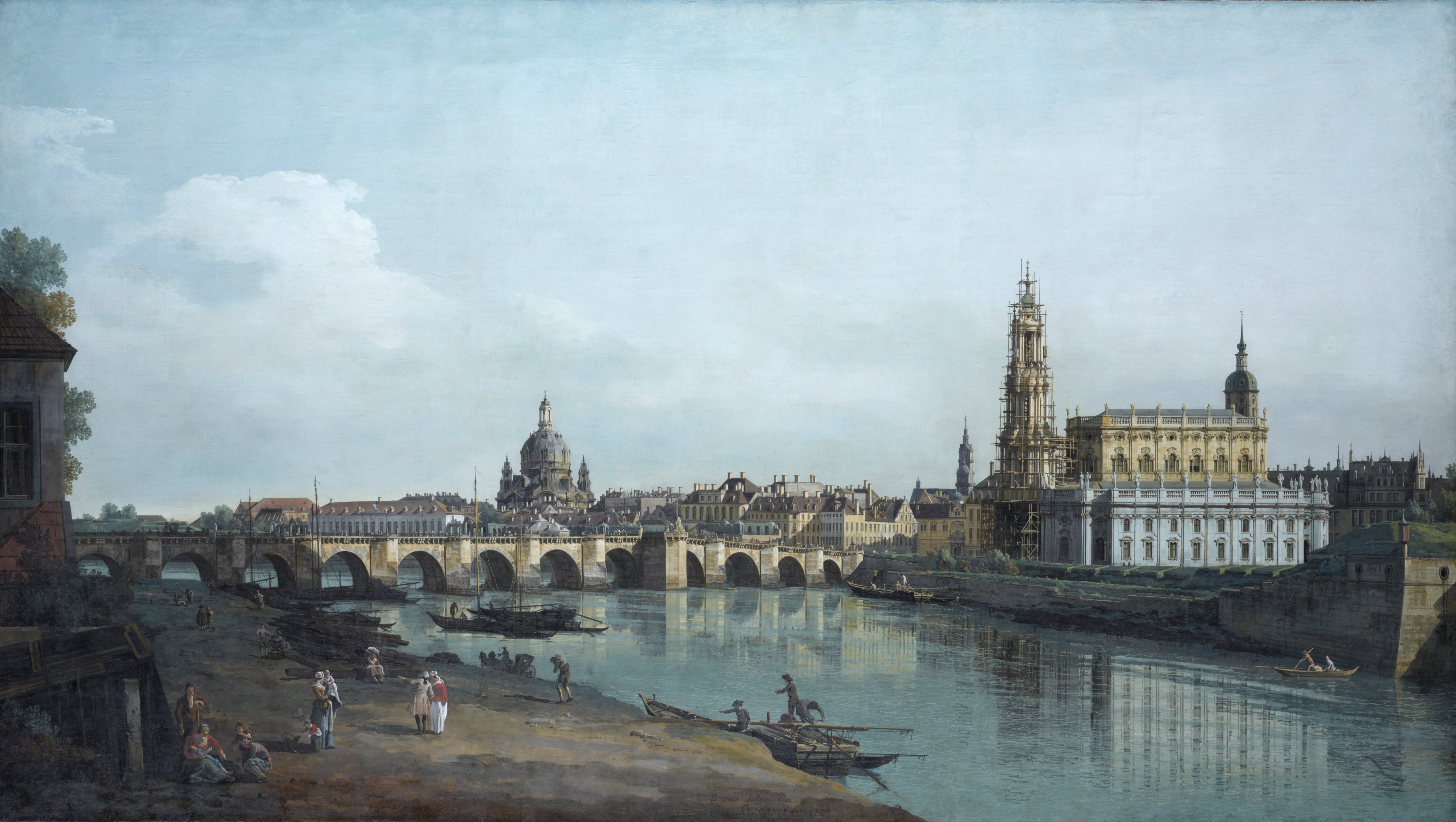
1748年のドレスデン

ケッセルスドルフの戦いはタイミングに着目すれば実に際どいものであった。戦いのあった15日にはすでにカール公子軍の先鋒がドレスデン郊外に到着しつつあり、ルトフスキーが会戦に及ぶ前にカール公子に強行軍を要請するか、あるいはルトフスキーがドレスデンの南に陣を下げていれば、また違った結果になったかもしれないとされる。もっとも同様に大王軍も15日にはマイセンでエルベ川を渡河しているわけで、この場合、ドレスデン前面でホーエンフリートベルクの戦いに匹敵する規模の大会戦が行われた可能性もあった。ルトフスキーが上記の選択肢を取らなかった理由については、ルトフスキーがケッセルスドルフの地形の利に自信を持っていたためとも、功名心のためとも言われる。カール公子の方も、状況が切迫しているにもかかわらず強行軍を行わなかった。
敗走したルトフスキー軍はドレスデンの南ですぐカール公子軍と合流することになるが、両者はともにドレスデン防衛を諦めてピルナまで後退した。選帝侯とブリュールもプラハに避難した。12月17日、ドレスデン守備隊は降伏してプロイセン軍はドレスデンに入城し、翌18日大王もドレスデンに到着した。大王は老デッサウに会うと彼の軍歴最後の勝利を讃え、会戦前のいざこざを水に流した。
一方同じドレスデンで、カール公子軍とほぼ同時に到着したオーストリア特命大使ハラッハが駐ドレスデン・フランス大使ヴォルグナンと会見し、フランスの言い分をかなり呑んだうえでの単独講和を申し入れていたが、いま目の前でザクセン軍が敗走し、プロイセン軍が勝利を祝っている状況で交渉は成功するはずもなかった。ピルナの連合軍はプロイセン軍に圧迫されてベーメンに引き下がっていたが、ザクセンはすでに軍の半数を失っており、プロイセンとの講和に応じる姿勢を示していた。かねてよりのイギリスの圧力もあって、女帝はついに講和を受け入れ、ハラッハに予定を変更してプロイセンとの交渉の席に着くよう命じた。
交渉は、ベルリンから出てきたプロイセンの外務大臣ポデヴィルス、イギリス駐ドレスデン大使トマス・ヴィラーズ、ザクセンの大臣ザウル、そしてオーストリアの大使ハラッハの四者によって行われた。
この時点の戦況に限ってみれば、プロイセンがすこぶる優勢であったが、しかしもし戦争を続行すれば、ロシアの参戦を受けねばならず、またこの時のプロイセンは戦争を継続するのに必要な資金が尽きていた。このため大王は、欲を出して戦争を長引かせるようなことをせず、戦況に照らして些少とも思える条件で満足した。12月25日、ドレスデン条約が締結され、ここに第二次シュレージエン戦争は終結した。
フランス大使のヴァロリーは当時ベルリンにいて条約交渉の蚊帳の外に置かれており、プロイセンが単独講和の方針であるのを知って慌てて抗議したが遅かった。ヴァロリーの部下ダルジェがドレスデンに派遣されてきて、大王と会見して翻意の可能性を探った。ダルジェは、ドイツの英雄となられたあなたは今度はヨーロッパに平和をもたらす役割を担う気はありませんか、という言い方で大王に自国への協力を求めたが、大王は、それはあまりに危険な役割であり、この間ベルリンから打って出たようなときのような気分にはもうなれないと言って断った。オーストリアがシュレージエンを諦めるとは思えませんが、とダルジェは食い下がったが、大王は、先のことはわからないが、わが身を守るとき以外には私はもう猫を襲わない、と答えるのみであった。
条約が締結されると大王はすぐドレスデンを去り、年が変わる前にベルリンに帰還したが、このとき市民や宮廷人は「フリードリヒ大王万歳」の声で迎えた。「大王」の尊称はホーエンフリートベルクの戦勝後に言われたのが初出とされるが、その後いくつもの戦闘で勝利を収め、戦争を終結させたこの時以来一般に知られるようになった。

## 結果
プロイセンはバイエルンを利用してオーストリアを弱体化させ、ベーメンに領地を獲得することはできなかったものの、シュレージエンの領有を再び認めさせることには成功した。一方のオーストリアは、プロイセンの攻撃を凌ぐことはできたが、シュレージエンの回復には失敗した。プロイセンのシュレージエン領有はオーストリア継承戦争における講和条約であるアーヘン条約においても諸国の承認を受け、プロイセンはヨーロッパの主要な勢力の一つとして確かな地位を獲得することに成功した。プロイセンは他国を尻目にいち早く平和を享受するが、オーストリアはまだイタリアとネーデルラントの2つの戦場でフランスと戦わねばならなかった。
この戦争ではプロイセンはフランスと、オーストリアはイギリスと、それぞれ同盟を組んで戦っていたが、経緯を見ればわかるようにフランスとプロイセンとの間で連携は成り立つことなく、一方のイギリスもオーストリアに対して、どちらの味方かわからないくらい熱心にプロイセンとの講和を進めていた。またもう一つの国ロシアは参戦の機会を逸したが、プロイセンを仮想敵国と見なす姿勢は変わらなかった。イギリスがプロイセンの外交戦略に熱心に協力していたこと、戦争終盤でオーストリアがフランスに単独講和を持ちかけたこと、ロシアがオーストリア側で参戦しようとしていたことなど、戦争中に生じた諸国間の関係はそのまま七年戦争に繋がっていくのである。
1744年のベーメン攻撃失敗のあと、女帝の攻勢に対して大王は敵地の占領ではなく、機動による敵軍への退却強要でもなく、強力に会戦を指向して敵野戦軍を打倒することにより戦争を勝利に導いた。6月のシュレージエンにおける作戦と、11月および12月におけるザクセンでの作戦を見れば、当時の戦争一般の常識になお縛られつつも、大王の作戦は間違いなく殲滅戦戦略のはしりであり、それは七年戦争の際によりいっそう明らかとなるであろう。